# Cha Hwa-yeon
Cha Hwa-yeon (차화연?, 車和娟?, Ch'a HwayŏnMR), pseudonimo di Cha Hak-kyung (25 gennaio 1960), è un'attrice sudcoreana.
Ha esordito nel 1978 dopo aver superato le audizioni per la rete televisiva TBC, assumendo il suo primo ruolo da protagonista in Jigeum-eun saranghal ttae nel 1981 e godendo di grande popolarità nel 1987 per la parte di Mi-ja nel serial televisivo Saranggwa yamang, considerato un'icona della donna moderna. Ad esso è seguito un periodo di depressione durante il quale ha deciso di ritirarsi dalle scene, sentendo di non avere altro da mostrare al pubblico. È tornata alla recitazione nel 2008.

## Filmografia

### Cinema
- Bongjeonsaenggak (본전생각?), regia di Nam Gi-nam (1981)
- Choe In-ho-ui yasaek (최인호의 야색?), regia di Byun Jang-ho (1982)
- Chamsae-wa heosu-abi (참새와 허수아비?), regia di Yoon Sam-yook (1983)
- Dosi-eseo uneun maemi (도시에서 우는 매미?), regia di Kim Gi (1984)
- Meon yeohaeng gin teoneol (먼 여행 긴 터널?), regia di Lee Hyung-pyo (1987)
- Baeg-yahaeng: Ha-yan eodum sog-eul geotda (백야행: 하얀 어둠 속을 걷다?), regia di Park Sin-woo (2009)
- Gyeoljeongjeok hanbang (결정적 한방?), regia di Park Jung-gu (2011)
- Never Ending Story (네버엔딩 스토리?), regia di Jung Yong-joo (2012)

### Televisione
- Yeoja-ui eolgul (여자의 얼굴?) – serial TV (1978)
- Nal jeomuneun haneur-e (날 저무는 하늘에?) – serial TV (1979)
- I Jo.yeon-in obaengnyeonsa - Won-angbyeolgok (이조여인 오백년사 - 원앙별곡?) – serial TV (1979)
- Pilnyeo (필녀?) – serial TV (1980)
- Arong-i darong-i (아롱이 다롱이?) – serial TV (1980)
- Daldongne (달동네?) – serial TV (1980)
- Yennal na eoriljeog-e (옛날 나 어릴적에?) – serial TV (1981)
- Chujeok (추적?) – serial TV (1981)
- Jigeum-eun saranghal ttae (지금은 사랑할 때?) – serial TV (1981)
- Kkotbaram (꽃바람?) – serial TV (1982)
- Eomma-ui ilgi (엄마의 일기?) – serial TV (1982)
- Ttoksun-imanse (똑순이만세?) – serie TV (1982)
- Hebing (해빙?) – serie TV (1983)
- Geummam-ui jip (금남의 집?) – serial TV (1983)
- Bongseonhwa (봉선화?) – serie TV (1984)
- Bitgwa geurimja (빛과 그림자?) – serie TV (1986)
- Haedonneun eondeok (해돋는 언덕?) – serial TV (1986)
- Geudae-ui chosang (그대의 초상?) – serie TV (1986)
- Saranggwa yamang (사랑과 야망?) – serie TV (1987)
- Ae-ja eonni Min-ja (애자 언니 민자?) – serial TV (2008)
- City Hall (시티홀 ?) – serie TV (2009)
- Cheonsa-ui yuhok (천사의 유혹?) – serie TV (2009)
- Jejung-won (제중원?) – serie TV (2010)
- Naneun jeonseor-ida (나는 전설이다?) – serie TV (2010)
- My Princess (마이 프린세스?) – serie TV (2011)
- Gasinamusae (가시나무새?) – serie TV (2011)
- Boseureul jikyeora (보스를 지켜라?) – serie TV (2011)
- Cheonbeon-ui immatchum (천 번의 입맞춤?) – serie TV (2011-2012)
- Wass-eo wass-eo jedaero wass-eo (왔어 왔어 제대로 왔어?) – serie TV (2011)
- Jeokdo-ui namja (적도의 남자?) – serie TV (2012)
- Gyeolhon-ui kkomsu (결혼의 꼼수?) – serie TV (2012)
- Sinsa-ui pumgyeok (신사의 품격?) – serie TV (2012)
- Daseot son-garak (다섯 손가락?) – serie TV (2012)
- Bogosipda (보고싶다?) – serie TV (2012-2013)
- Ya-wang (야왕?) – serie TV (2013)
- Baengnyeon-ui yusan (백년의 유산?) – serie TV (2013)
- Gasikkot (가시꽃?) – serial TV (2013)
- Saranghaeseo namjuna (사랑해서 남주나?) – serie TV (2013-2014)
- Je-wang-ui ttal, Su Baek-hyang (제왕의 딸 수백향?) – serial TV (2013-2014)
- Big Man (빅맨?) – serie TV (2014)
- So-won-eul malhaebwa (소원을 말해봐?) – serial TV (2014-2015)
- Gwaenchanh-a, sarang-i-ya (괜찮아, 사랑이야?) – serie TV (2014)
- My Secret Hotel (마이 시크릿 호텔?) – serie TV (2014)
- Gajog-ui bimil (가족의 비밀?) – serial TV (2014)
- Eomma (엄마?) – serie TV (2015-2016)
- Mrs. Cop 2 (미세스 캅 2?) – serie TV (2016)
- I'm Sorry Gang Nam-gu (아임 쏘리 강남구?) – serial TV (2016-2017)
- Byeong-wonseon (병원선?) – serie TV (2017)
- Secret Mother (시크릿 마더?) – serie TV (2018)
- Hanappun-in naepyeon (하나뿐인 내편?) – serial TV (2018)
- Namjachingu (남자친구?) – serie TV (2018-2019)
- Gwanggeum jeong-won (황금정원?) – serie TV (2019)
- Han beon danyeo-wasseumnida (한 번 다녀왔습니다?) – serial TV (2020)
- Run On (런 온?) – serie TV (2020-2021)
- Sinsa-wa agassi (신사와 아가씨?) – serie TV (2021)
- Jigeum, he-eojineun jung-imnida (지금, 헤어지는 중입니다?) – serie TV (2021-2022)
- Il divorzista (신성한, 이혼?) – serie TV (2023)
- Jinjjaga natanatda! (진짜가 나타났다!?) – serie TV (2023)
- Manyeo-wa sunjeongnam (미녀와 순정남?) – serie TV (2024)
- Addio alla Terra (종말의 바보?) – serie TV (2024)
- Susanghan geunyeo (수상한 그녀?) – serie TV (2024-2025)